# Donnellia lagenifera
Donnellia lagenifera là một loài Rêu trong họ Sematophyllaceae. Loài này được (Mitt.) W.R. Buck mô tả khoa học đầu tiên năm 1988.